# Жеральди, Жюст
Жюст Жеральди (фр. Jean Antoine Just Géraldy; 9 октября 1808, Франкфурт-на-Майне — 27 марта 1869, Париж) — французский певец (бас) и вокальный музыкальный педагог.
Учился в Париже у Мануэля Гарсиа-отца, затем у Мануэля Гарсиа-сына. Предпочитая камерный репертуар, мало выступал на сцене, зато приобрёл известность во Франции как пропагандист и популяризатор песен Франца Шуберта. Был также первым исполнителем нескольких песен Жака Мейербера. Продолжал концертную деятельность до конца жизни; в письме 1868 года Анри Вьётан рекомендовал Жеральди для выступления Густаву Барту как «певца большого таланта в лирическом и комическом жанрах».
В 1837—1850 гг. профессор пения в Брюссельской консерватории. Автор песен и романсов.